# Microbrouwerij Den Triest
Microbrouwerij Den Triest is een Belgische brouwerij te Kapelle-op-den-Bos in de provincie Vlaams-Brabant.

## Geschiedenis
De microbrouwerij werd opgestart door Marc Struyf die zijn hooischuur ombouwde tot brouwerij en buurtcafé. “Den Triest” verwijst naar het gehucht aan de oostdijk van de Willebroekse vaart op de grens van de provincies Antwerpen en Vlaams-Brabant. In 2011 werd naast de brouwerij een eigen hopveld aangelegd met de hopvariëteit Target en verder uitgebreid in 2012. De bieren van de brouwerij kregen ook het kwaliteitslabel “Belgische Hop”. De brouwinstallatie bestaat uit een beslagkuip van 200 liter (een omgebouwde soepketel uit een grootkeuken), een filterkuip van de voormalige Brouwerij Isebaert (Woesten) en vijf gist- en lagertanks van 200 liter, gekocht bij een Franse wijnboer. De kookketel werd speciaal gemaakt voor de brouwerij.

## Bieren
Buiten een aantal originele bieren in opdracht, behoren volgende bieren tot het vast assortiment:
- Triest Blond, 6%
- Triest Dubbel, 8%
- Triest Kriek, fruitbier, 5,2%
- Triest Tripel, 7,5%
- Triest X-Mas, kerstbier, 8,5%
- Triest Green Hopping 2012, met verse hop